# Hørsholm (gemeente)
Hørsholm is een gemeente in de Deense regio Hoofdstad (Hovedstaden) en telt 24.917 inwoners (2021).
Hørsholm werd bij de herindeling van 2007 niet samengevoegd maar bleef een zelfstandige gemeente.

## Geboren
- Louise Augusta van Denemarken (1771-1843)
- Thomas Poulsen (1970), roeier
- Peter Løvenkrands (1980), voetballer
- Lotte Friis (1988), zwemster

Albertslund · Allerød · Ballerup · Bornholm · Brøndby · Dragør · Egedal · Fredensborg · Frederiksberg · Frederikssund · Furesø · Gentofte · Gladsaxe · Glostrup · Gribskov · Halsnæs · Helsingør · Herlev · Hillerød · Høje-Taastrup · Hørsholm · Hvidovre · Ishøj · København · Lyngby-Taarbæk · Rødovre · Rudersdal · Tårnby · Vallensbæk